# Berta Scharrer
Berta Scharrer   (Múnic, 1 de desembre de 1906 - Nova York, 23 de juliol de 1995) va ser una científica alemanya que va ajudar a fundar la disciplina científica que es coneix com a neuroendocrinologia.

## Biografia
Berta Vogel (Scharrer era el cognom del seu marit) va néixer a Múnic, de Karl Phillip Vogel, vicepresident del tribunal federal de Baviera, i Johanna Weiss. Va obtenir el seu doctorat a la Universitat de Múnic, on va treballar amb l'etòleg estudiós de les abelles Karl von Frisch, que el 1973 va compartir el premi Nobel de fisiologia o medicina amb Konrad Lorenz i Nikolaas Tinbergen. En el Departament de von Frisch va conèixer Ernst Scharrer, amb qui es va casar l'any 1934, poc després que ell fos nomenat director de l'Institut Edinger de Recerca Cerebral de Frankfurt. Treballant conjuntament van desenvolupar el concepte de neurosecreció i el seu treball va establir les bases per a la nova disciplina de la neuroendocrinologia. Tot i que ella era investigadora de l'Institut Edinger, les lleis no li permetien aspirar a una carrera professional acadèmica ni rebre un sou pel seu treball.
Berta Scharrer i el seu marit s'oposaven al nazisme i quan, l'any 1937, Ernst Scharrer va rebre una beca de la Fundació Rockefeller per treballar durant un any a la Universitat de Chicago, la parella va emigrar als Estats Units. Com a l'Institut Edinger, ella va poder fer recerca, però sense rebre cap sou pel seu treball. Després van estar-se dos anys a l'Institut Rockefeller de Nova York, en el laboratori del fisiòleg Herbert Spencer Gasser, que el 1944 va compartir el premi Nobel de Fisiologia o Medicina pel seu estudi dels impulsos elèctrics del sistema nerviós.
La situació va repetir-se en traslladar-se Ernst Scharrer a la Universitat Case Western Reserve, on li permetien assistir del Departament amb la condició que preparés el te per als assistents. Quan el seu marit va ser contractat per treballar a l'Albert Einstein College of Medicine, la facultat de medicina de la Universitat Yeshiva de Nova York, ella va poder, per primera vegada, ocupar una plaça acadèmica i rebre un sou pel seu treball. Però un clàusula del seu contracte estipulava que, mentre el seu marit visqués, ella rebria únicament la meitat del sou assignat al sedu lloc de treball.
Ernst Scharrer va morir el 1965 en un accident de natació. La parella no va tenir fills. Berta Scharrer també va contribuir al camp de la neuroimmunologia i, en els sis anys anteriors a la seva mort, va publicar 11 articles, 3 articles de revisió i va ser editor associat de la revista Advances in Immunology.

## Honors
Scharrer va ser elegida membre de l'Acadèmia Americana d'Arts i Ciències el 1967. Va obtenir títols honorífics de diverses universitats, inclosa una de Harvard el 1982, "així com una nominació al premi Nobel per la seva investigació pionera en productes químics cerebrals". El 1983, va ser guardonada amb la Medalla Nacional de la Ciència pel president Reagan per "demostrar el paper central de la neurosecreció i els neuropèptids en la integració de la funció i el desenvolupament dels animals".

## Llegat
Els estudis de Scharrer sobre invertebrats, particularment les paneroles, van ser tan extensos que el seu nom es va donar a una espècie de panerola, coneguda com Escala scharrerae, que es troba a Australàsia. Scharrer va rebre la medalla Schleiden el 1983 i va ser membre de l'Acadèmia Nacional de Ciències.

## Obra
- Neuropèptids i immunoregulació (1994) Ciutat de Nova York, ISBN 0-387-57188-4
- Morfologia funcional dels sistemes neuroendocrins : aspectes evolutius i ambientals (1995) Ciutat de Nova York,ISBN 0-387-18155-5
- Handbuch der mikroskopischen Anatomie des Menschen, Bd. 6., Blutgefäss- und Lymphgefässapparat: Innersekretorische Drüsen T. 5., Die Nebenniere. Neurosecreció (1954)
- L'estructura de la glàndula anular (Corpus allatum) en larves normals i letals de Drosophila melanogaster (1938), Washington, DC